# Josip Galjuf
Josip Galjuf (Varaždin, 20. studenog 1722. – Zagreb, 1786.), zagrebački biskup, nasljednik mu je bio Maksimilijan Vrhovac.

## Životopis
Josip Galjuf ubilježen je kao 65. biskup zagrebačke Crkve, kojom je upravljao od 1772. do 1786. Rođen je 20. studenog 1722. u Varaždinu, u hrvatskoj plemićkoj obitelji. U Zagrebu je pohađao gimnaziju kod isusovaca. Odlazi u Beč, gdje je stekao stupanj magistra, a zatim je u Rimskom kolegiju nastavio studij bogoslovlja.
U Rimu je stekao akademski stupanj doktora bogoslovlja i zaređen je za svećenika u Zagrebu 16. kolovoza 1744. Iste godine prisegnuo je za župu Dubrava, a krajem 1745. imenovan je zagrebačkim kanonikom. Dana 22. ožujka 1772. imenovan je zagrebačkim biskupom, a biskupsku posvetu je obavio đakovački biskup Josip Antun Ćolnić. Za Galjufova biskupovanja objelodanjene su dvije naklade priručnog obrednika o obsluživanju sakramenata. Josip Galjuf je za svoje biskupovanja bio sudionik razgraničenja Pečuške i Zagrebačke biskupije i Bosansko-đakovačke i Srijemske.
U vjerskom životu svoje biskupije doživio je Josip Galjuf osnutak i ustrojstvo pravoslavne crkvene općine u Zagrebu. Biskup Galjuf je bio zagovornik hodočašća i prošteništa. Također, brinuo se za siromašne i nemoćne, pa se tako u njegovu životopisu spominje kuća namijenjena za dom nemoćnih svećenika.